# الغواصة الألمانية يو-190
غواصة يو-190 غواصة يو بوت ألمانية من الفئة التاسعة سي/40 بنيت لسلاح بحرية ألمانيا النازية كريغسمارينه، في أحواض بناء السفن والآلات الألمانية وإيه جي فيزر في بريمن خلال الحرب العالمية الثانية.